# 德賴倫德雷克山

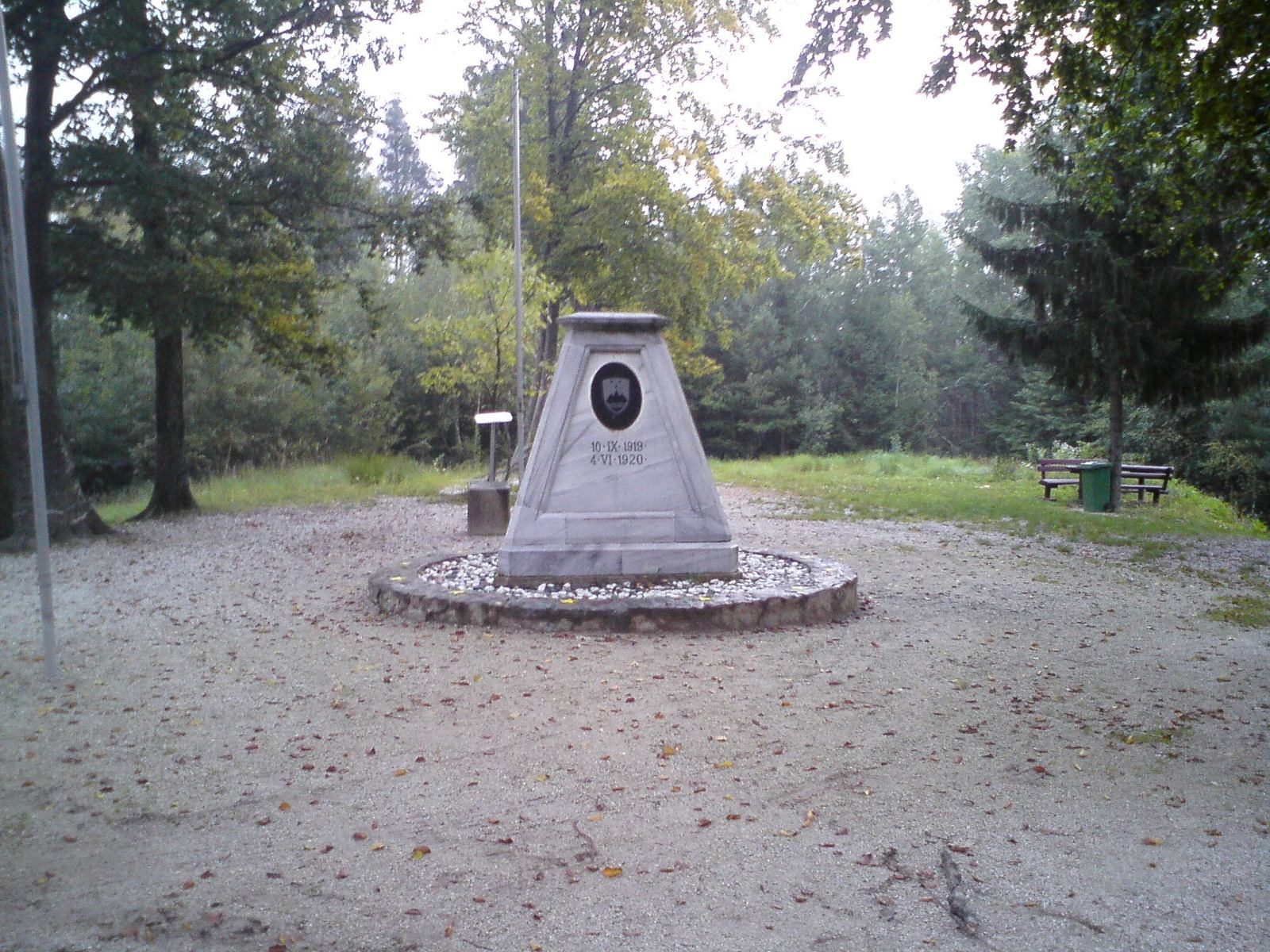

46°52′8.6″N 16°6′49.9″E / 46.869056°N 16.113861°E
德賴倫德雷克山（德語：Dreiländerecke），是中歐的山峰，位於奧地利、斯洛文尼亞和匈牙利接壤的邊境，處於延納斯多夫以南8公里、聖戈特哈德西南面15公里和穆爾斯卡索博塔以北約25公里，海拔高度387米。